# Perazzi
Perazzi – przedsiębiorstwo produkujące broń myśliwską oraz broń sportową, z siedzibą w Brescii. Założone zostało w 1957 roku przez Daniele Perazziego. Cechą charakterystyczną jest wysoka jakość wykonania oraz szeroka gama produktów.
Broń marki Perazzi była szeroko stosowana na letnich igrzyskach olimpijskich, wliczając w to Kim Rhode, która zdobyła złoto w Atlancie i Atenach. W Londynie na piętnaście medali (w pięciu konkurencjach strzelania do rzutków) dwanaście zostało uzyskanych przez zawodników strzelających z broni Perazzi.
Przedsiębiorstwo Armi Perazzi w trakcie swojej działalności podpisało umowy z dystrybutorami na sześciu kontynentach w pięćdziesięciu krajach.